# Desisa
Desisa is een kevergeslacht uit de familie van de boktorren (Cerambycidae). De wetenschappelijke naam van het geslacht werd voor het eerst geldig gepubliceerd in 1865 door Pascoe.

## Soorten
Desisa omvat de volgende soorten:
- Desisa lunulata (Pascoe, 1885)
- Desisa lunulatoides Breuning, 1968
- Desisa marmorata Breuning, 1938
- Desisa quadriplagiata Breuning, 1938
- Desisa stramentosa Breuning, 1943
- Desisa takasagoana Matsushita, 1933
- Desisa undulatofasciata Breuning, 1938
- Desisa uniformis Breuning, 1938
- Desisa reseolata Breuning, 1974
- Desisa celebensis Breuning, 1959
- Desisa chinensis Breuning, 1938
- Desisa dispersa Pic, 1944
- Desisa javanica Breuning, 1968
- Desisa kuraruana Matsushita, 1935
- Desisa lateplagiata Breuning, 1938
- Desisa luzonica Breuning, 1938
- Desisa malaccensis Breuning, 1938
- Desisa parvula Breuning, 1938
- Desisa subfasciata (Pascoe, 1862)
- Desisa variabilis (Schwarzer, 1925)
- Desisa variegata Breuning, 1938